# John Randolph (acteur)
 (juin 2016).
Si vous disposez d'ouvrages ou d'articles de référence ou si vous connaissez des sites web de qualité traitant du thème abordé ici, merci de compléter l'article en donnant les références utiles à sa vérifiabilité et en les liant à la section « Notes et références ».
Pour les articles homonymes, voir John Randolph.
John Randolph est un acteur américain né le 1er juin 1915 à New York et mort le 24 février 2004 à Hollywood.

## Biographie
Dans les années 1950, il est l'une des victimes du maccarthysme : ayant refusé de répondre aux questions du Comité des activités anti-américaines, il est inscrit sur la liste noire du cinéma. Après une période d'inactivité, il revient sur les écrans dans les années 1960 et mène ensuite une longue carrière d'acteur de second rôle, au cinéma, à la télévision et au théâtre.
Sa carrière au théâtre démarre avec la pièce Coriolanus de Charles Hopkins, et culmine avec son rôle du grand-père Ben dans la pièce Broadway Bound de Neil Simon, ce qui lui a valu la remise d'un Tony.
Son épouse, Sarah Cunningham, était également comédienne.

## Filmographie

### Cinéma
- 1948 : La Cité sans voiles (The Naked City) : Police dispatcher
- 1951 : Quatorze heures (Fourteen Hours) : Fireman
- 1964 : Hamlet : fossoyeur
- 1966 : L'Opération diabolique (Seconds) : Arthur Hamilton
- 1967 : Sweet Love, Bitter
- 1968 : Les Pervertis (Pretty Poison) : Morton Azenauer
- 1969 : Gaily, Gaily de Norman Jewison : père
- 1969 : Smith ! : Mr Edwards
- 1969 : Number One : coach Southerd
- 1970 : Le Reptile (There Was a Crooked Man…) : Cyrus McNutt
- 1971 : Little Murders : Mr Chamberlain
- 1971 : Les Évadés de la planète des singes (Escape from the Planet of the Apes) : Chairman of the President's Committee of Inquiry
- 1972 : La Conquête de la planète des singes (Conquest of the Planet of the Apes) : Commission chairman
- 1973 : Serpico : Chief Sidney Green
- 1974 : Tremblement de terre (Earthquake) : Mayor Lewis
- 1976 : Les Hommes du président (All the President's Men) : John Mitchell (voix)
- 1976 : Independence : Samuel Adams
- 1976 : King Kong de John Guillermin : Captain Ross
- 1978 : Le Ciel peut attendre (Heaven Can Wait) de Warren Beatty et Buck Henry : former owner
- 1981 : Lovely But Deadly : Franklin Van Dyke
- 1982 : Frances : Kindly Judge
- 1985 : Means and Ends
- 1985 : L'Honneur des Prizzi (Prizzi's Honor) : Angelo « Pop » Partanna
- 1988 : Homesick : Grampa
- 1988 : The Wizard of Loneliness : Doc
- 1989 : Le sapin a les boules (National Lampoon's Christmas Vacation) : Clark Wilhelm Griswold, Sr.
- 1990 : L'Amour dans de beaux draps : Charles Turner Sr.
- 1991 : Iron Maze : Mayor Peluso
- 1993 : A Foreign Field : Waldo
- 1997 : Here Dies Another Day : Brace
- 1997 : Going Home : Arthur
- 1997 : The Hotel Manor Inn : Gus
- 1998 : Sonia Horowitz, l'insoumise (A Price Above Rubies) : Rebbe Moshe
- 1998 : Vous avez un mess@ge (You've Got Mail) : Schuyler Fox
- 1999 : The Real Guernika : John (Abraham Lincoln Brigade Veteran)
- 1999 : The Dogwalker : Ike
- 2000 : Sunset Strip (en) : Mr Niederhaus
- 2003 : Numb

### Télévision
- 1960 : The Closing Door
- 1967 : The Borgia Stick : Smith
- 1968 : Of Mice and Men de Ted Kotcheff (téléfilm d'après Des souris et des hommes de John Steinbeck)
- 1971 : A Step Out of Line : détective Riddle
- 1971 : Le meurtre du funiculaire (Crosscurrent) : Frederick Cooper
- 1971 : A Death of Innocence : Charles Cameron
- 1972 : The Family Rico : Malaks
- 1972 : Un juge pas comme les autres (The Judge and Jake Wyler) : James Rockmore
- 1973 : Le Retour de Topper (Topper Returns)
- 1973 : Partners in Crime : juge Charles Leland
- 1973 : Pueblo (en) : lieutenant général S. J. McKee
- 1974 : Columbo : Le Chant du cygne (Swan Song, série télévisée) : le Colonel
- 1974 : Tell Me Where It Hurts : Lou
- 1974 : Nourish the Beast : Mario
- 1974 : Ann in Blue : Captain Mulholland
- 1974 : The Missiles of October : Secretary of State George Ball
- 1974 : Lucas Tanner (en) (série télévisée) : John Hamilton
- 1975 : Terreur sur le Queen Mary (Adventures of the Queen) : John Howe
- 1975 : The Runaways : George Collingwood
- 1975 : Derrière l'horizon (Beyond the Horizon)
- 1975 : Wonder Woman (The New Original Wonder Woman) : général Blankenship
- 1976 : Collision Course: Truman vs. MacArthur : Charlie Ross
- 1976 : F. Scott Fitzgerald in Hollywood : Rupert Wahler
- 1977 : Tail Gunner Joe : général Larkin
- 1977 : Secrets : Ed Warner
- 1977 : Lucan (série télévisée) : Dr Don Hoagland
- 1977 : Haute sécurité (Nowhere to Hide) : narrateur
- 1977 : Intrigues à la Maison Blanche (Washington: Behind Closed Doors, feuilleton) : Bennett Lowman
- 1977 : Kill Me If You Can : juge Lewis Goodman
- 1977 : The Gathering : Dr John Hodges
- 1978 : Nowhere to Run : père de Marian
- 1978 : Richie Brockelman (série télévisée) : Mr Brockelman
- 1978 : Doctors' Private Lives : Irv
- 1978 : The Winds of Kitty Hawk : Alexander Graham Bell
- 1979 : Backstairs at the White House (feuilleton) : sénateur Fall
- 1979 : Angie (série télévisée) : Randall Benson
- 1979 : Blind Ambition (feuilleton) : John Mitchell
- 1979 : Nero Wolfe (en) : Lon Cohen
- 1981 : The Adventures of Nellie Bly : Joseph Pulitzer
- 1981 : Killing at Hell's Gate : Attorney General
- 1982 : The Adventures of Pollyanna : Mr Muller
- 1983 : Kentucky Woman : Reverend
- 1983 : Shooting Stars : producteur
- 1983 : A Rose for Emily : Mr Grierson
- 1984 : Old Friends : Phil Forbes
- 1985 : The Execution : juge
- 1986 : Le Droit au meurtre (The Right of the People) : Hollander
- 1986 : Vital Signs
- 1986 : Les Derniers beaux jours (As Summers Die) : Augustus Tompkins
- 1987 : My Dissident Mom
- 1988 : Annie McGuire (série télévisée) : Red McGuire
- 1990 : Grand (série télévisée) : Harris Weldon
- 1992 : Business Woman (Lady Boss) : Abe Panther
- 1993 : The American Clock : Older Lee Baumler